# Liodessus flavofasciatus
Liodessus flavofasciatus är en skalbaggsart som först beskrevs av Steinheil 1869.  Liodessus flavofasciatus ingår i släktet Liodessus och familjen dykare. Inga underarter finns listade i Catalogue of Life.